# 雅寶街

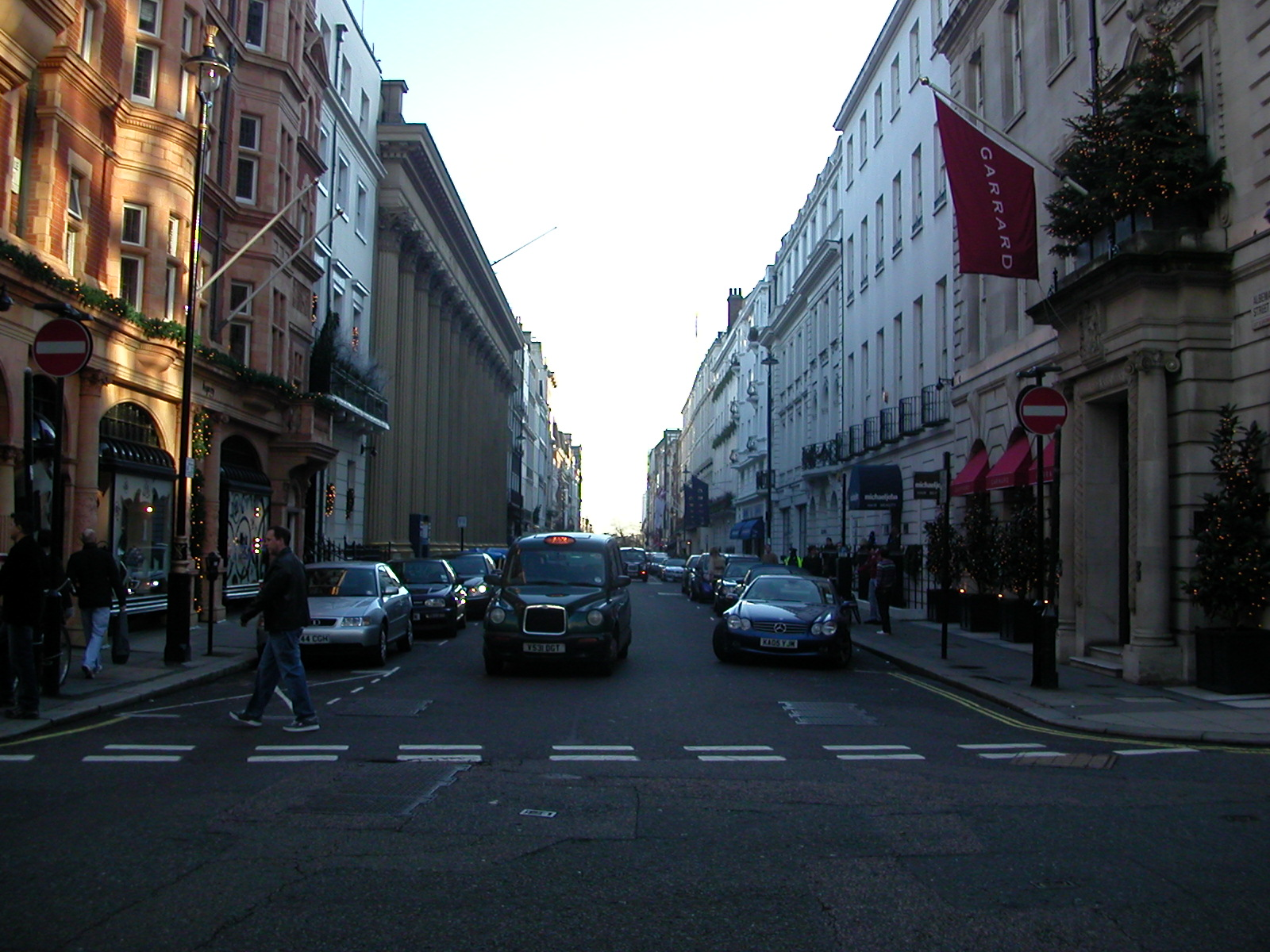

雅寶街（Albemarle Street）是英國倫敦市中心梅费尔的一條街道。出版商約翰·默里公司曾經位於這裡。現在這條街道以美術館和布朗酒店而著稱。

## 外部連結
- LondonTown.com information （页面存档备份，存于）

51°30′33″N 0°08′32″W / 51.5091°N 0.1421°W